# Фрея Старк
Фрея Старк (на английски: Freya Madeline Stark) е британска изследователка и писателка, родена във Франция и починала в Италия.

## Биография
Родена е в семейство на английски художници в Париж през 1893 г.
Още като дете заминава за Азоло, Италия. Там прекарва детството си и се научава да говори френски, италиански и немски, а също така изявява и писателската си дарба. На 13 години получава тежка травма в местна фабрика, където косата ѝ е захваната от машина, в резултат от което са разкъсани скалпът ѝ и дясното ѝ ухо. Прекарва 4 месеца в болница във възстановителни процедури, но белезите остават.
Напуска Италия през 1911 г. и заминава в Лондон да учи в Бедфорд Колидж. Когато университетът затваря по време на Първата световна война, Фрея се завръща в Италия като медицинска сестра в окопите на Карсо, където се водят боеве между италианската и австрийската армии.
След края на войната се случва значимо събитие – Османската империя рухва и това подхранва жаждата за пътешествия на много европейци, сред които и Фрея. Тя смята, че в Сирия и Арабия я очакват вълнуващи пътешествия. За тази цел научава арабски и през 1927 г. заминава за Дамаск, който по онова време е френски протекторат. Там посещава областта Джебел Друз, където по време на друзко въстание си навлича подозрение в шпионаж. Започва да пише и статии, което дава началото и на репортер.
След Дамаск Фрея заминава за Багдад, където сред малката британска общност се запознава с тънкостите на колониалната политика. Търсейки замъка Аламут, решава да замине сама за Персия с кола и фотографска техника. Следват множество други пътувания в Ирак, Персия и далечния район Луристан, който ѝ носи титла от Кралското географско дружество и първия ѝ голям писателски успех за „Долината на убийците“. През 1934 г. заминава за Аден, където изучава Южна Арабия, след 3 години повежда археологическа мисия в същия регион.
Когато избухва Втората световна война, е натоварена с мисия от британското министерство на информацията в качеството ѝ на експерт по Близкия изток да пропагандира в Арабския свят каузата на Съюзниците. Фрея се справя успешно с мисията, като освен това основава тайното дружество „Братство на свободата“. След края на войната се завръща в дома си в Азоло, където сключва брак, който продължава кратко. След това продължава с пътешествията си и написва голям брой книги.
Получава Ордена на британската империя през 1927 г. Умира във Венеция на 100-годишна възраст.